# 路易吉·德阿戈斯蒂尼
路易吉·德阿戈斯蒂尼（義大利語：Luigi De Agostini，1961年4月7日—），意大利男子足球运动员。他曾代表意大利参加1990年国际足联世界杯。他也曾参加1988年夏季奥林匹克运动会。